# جام جهانی فیفا ۲۰۰۲ (بازی ویدئویی)
«جام جهانی فیفا ۲۰۰۲» (انگلیسی: 2002 FIFA World Cup) یک بازی ویدئویی در سبک بازی ورزشی است که توسط ای‌ای اسپورتس و در سال ۲۰۰۲ (جام جهانی کره) و در پلت‌فرم‌های پلی‌استیشن ۲، مایکروسافت ویندوز، و پلی‌استیشن منتشر شده‌است.

## تیم
این بازی، ۳۲ تیم راهیافته به جام جهانی فوتبال ۲۰۰۲ و ۹ تیم که به این جام راه نیافتند را شامل شده است:
تیم‌های راه‌یافته:
- آرژانتین
- بلژیک
- برزیل
- کامرون
- چین
- کاستاریکا
- کرواسی
- دانمارک
- اکوادور
- انگلستان
- فرانسه
- آلمان
- ایتالیا
- ژاپن
- کرهٔ جنوبی
- مکزیک
- نیجریه
- پاراگوئه
- لهستان
- پرتغال
- جمهوری ایرلند
- روسیه
- عربستان سعودی
- سنگال
- اسلوونی
- آفریقای جنوبی
- اسپانیا
- سوئد
- تونس
- ترکیه
- ایالات متحده آمریکا
- اروگوئه

تیم‌های جامانده از جام جهانی فوتبال ۲۰۰۲:
- استرالیا
- اتریش
- چک
- فنلاند
- یونان
- اسرائیل
- نروژ
- اسکاتلند
- سوئیس